# Geocrinia vitellina
Geocrinia vitellina is een kikker uit de familie Australische fluitkikkers (Myobatrachidae). De soort werd voor het eerst wetenschappelijk beschreven door Grant Wardell-Johnson en John Dale Roberts in 1989.
De soort komt voor in Australië. Deze soort is door de IUCN als kwetsbaar beoordeeld.
Geocrinia vitellina leeft in het zuidwesten van West-Australië in het gebied van minder dan zes vierkante kilometer groot.
Een fokprogramma is opgezet door Perth Zoo. Deze dierentuin zet zich bovendien in voor beschermingsprojecten in het natuurlijke leefgebied van de soort. In 2011 werden voor het eerst exemplaren van het kweekprogramma van Perth Zoo uitgezet in het wild.